# Жеммали, Давид
Дави́д Жеммали́ (фр. David Jemmali; 13 декабря 1974, Тулуза, Франция) — тунисский футболист, защитник.

## Биография
Свою карьеру Жеммали начал в 1994 году в составе клуба «Канн». Затем Давид в течение 11 лет, с 1997 года по 2008 год, выступал за «Бордо», в составе которого стал чемпионом Франции в сезоне 1998/99. По окончания сезона 2007/08 Давид покинул клуб в качестве свободного агента и присоединился к клубу «Гренобль».
В сборной Туниса Давид дебютировал в 2006 году, участвовал на чемпионате мира 2006 в Германии.

## Достижения
- Чемпион Франции: 1998/99
- Обладатель Кубка французской лиги (2): 2001/02, 2006/07